# Tập đoàn quân 28 (Liên Xô)
Tập đoàn quân 28 là một đơn vị quân sự chiến lược cấp tập đoàn quân của Hồng quân Liên Xô. Hình thành ba lần trong giai đoạn 1941-1942, đơn vị này hoạt động tích cực trong chiến tranh thế giới thứ hai và nhiều năm sau trong Quân khu Belorussian.

## Thành lập lần đầu tiên
Tập đoàn quân được thành lập lần đầu tiên vào tháng 6 năm 1941 từ Quân khu Arkhangelsk. Nó bao gồm Quân đoàn súng trường 30 và 33, Sư đoàn cơ giới 69, pháo binh và một số đơn vị khác. Tư lệnh Tập đoàn quân là Trung tướng Vladimir Kachalov (trước đây là Tư lệnh Quân khu Arkhangelsk). Các thành viên của Hội đồng quân nhân của Tập đoàn quân  là Ủy viên Lữ đoàn Vasily T. Kolesnikov, và Tham mưu trưởngn Tập đoàn quân, Thiếu tướng Pavel G. Egorov.
Vào ngày 14 tháng 7 năm 1941, lệnh thành lập Phương diện quân dự bị đưa ra thành phần của Tập đoàn quân 28 gồm 9 sư đoàn, 1 sư đoàn pháo binh, 1 sư đoàn lựu pháo, 4 trung đoàn pháo binh và 4 trung đoàn pháo chống tăng.
Đợn vị đã tham gia Trận chiến Smolensk. Tập đoàn quân bị bao vây trong túi Smolensk và bị tiêu diệt. Bộ chỉ huy Tập đoàn quân bị giải tán vào ngày 10 tháng 8. Các đơn vị trực thuộc được sử dụng để thành lập Phương diện quân Dự bị, cùng với các đơn vị từ các quân đội khác.
Tướng Kachalov tử trận bởi hỏa lực pháo binh vào ngày 4 tháng 8 năm 1941 trong cuộc đột phá khỏi vòng vây. Ông được chôn cất tại làng Stodolische, quận Pochinkovsky, Smolensk Oblast. Thiếu thông tin chính xác liên quan đến cái chết của ông, Stalin cho phép ông bị coi là kẻ phản bội và bị kết án tử hình vắng mặt theo Lệnh số 270. Chỉ sau cái chết của Stalin, trên cơ sở hoàn cảnh cụ thể về cái chết của người chỉ huy dũng cảm sau chiến tranh, vào ngày 23 tháng 12 năm 1953, bởi Hội đồng quân sự của Tòa án tối cao Liên Xô, bản án năm 1941 đối với Trung tướng Katchalov đã bị hủy bỏ, Katchalov đã được phục hồi danh dự hoàn toàn.

## Thành lập lần thứ hai và thứ ba
Tập đoàn quân sau đó được cải tổ một lần nữa vào tháng 11 năm 1941 và tháng 9 năm 1942. Thành lập lần ba bắt đầu vào ngày 9 tháng 9, từ các lực lượng được giao cho Quân khu Stalingrad và Phương diện quân Đông Nam, và được giao nhiệm vụ bảo vệ thành phố cảng Astrakhan trên bờ biển phía bắc của Biển Caspi, cũng như các vùng hạ lưu của sông Volga. Tập đoàn quân đặt dưới quyền chỉ huy của Trung tướng Vasyl Herasymenko, với Chính ủy  AN Melnikov và tham mưu trưởng Mjr. Tướng SM Rogachevsky, thành viên còn lại của Hội đồng quân nhân của Tập đoàn quân. Về đội hình, đơn vị chịu sự chỉ huy trực tiếp của STAVKA, nhưng vào ngày 30 tháng 9, nó được trực thuộc Phương diện quân Stalingrad. Vào ngày 19 tháng 11, ngay trước Chiến dịch Sao Thiên Vương bắt đầu từ phía nam Stalingrad, Tập đoàn quân bao gồm:
- Sư đoàn súng trường cận vệ 34
- Sư đoàn súng trường 248
- Lữ đoàn súng trường 52, 152 và 159
- Khu vực kiên cố 78 và 116
- Một trung đoàn kỵ binh độc lập (hoặc tiểu đoàn)
- Lữ đoàn xe tăng cận vệ 6
- Tiểu đoàn xe tăng biệt động 565
- Tiểu đoàn xe bọc thép biệt động số 35
- Các Tiểu đoàn Xe lửa Thiết giáp Biệt động 30, 33 và 46

Tính đến ngày 19 tháng 11, quân số của Tập đoàn quân là 64.265 người, với 47.891 người trong các lực lượng chiến đấu. Đơn vị trang bị 1.196 khẩu súng cối và 80 xe tăng (10 hạng nặng, 26 hạng trung và 44 hạng nhẹ).
Vào ngày 1 tháng 7 năm 1944, Tập đoàn quân bao gồm:
- 3 Quân đoàn súng trường cận vệ (50, 54 và 96),
- Quân đoàn súng trườn 20 (Bao gồm hai sư đoàn súng trường cận vệ 48 và 55, Sư đoàn súng trường 20),
- Quân đoàn súng trường 128 (Bao gồm các Sư đoàn súng trường 61, 130 và 152)
- Lực lượng pháo binh bao gồm Lữ đoàn Pháo binh Quân đoàn 3, Lữ đoàn Pháo binh 157, Trung đoàn Pháo binh 377, Trung đoàn Pháo phòng không 530, Lữ đoàn súng cối 1 (thuộc Sư đoàn pháo xung kích số 5), Trung đoàn súng cối cận vệ 133 và 316, Sư đoàn pháo phòng không số 12  (Bao gồm Trung đoàn pháo phòng không 836, 977, 990, 997), Trung đoàn pháo phòng không 607 (зенап),
- Lực lượng xe tăng, công binh và các binh chủng khác.[4]

## Các chỉ huy
- Vladimir Kachalov (tháng 6 - tháng 8 năm 1941), tử trận khi chiến đấu.
- Ivan Tyulenev (tháng 11 năm 1941 - tháng 3 năm 1942)
- Dmitry Ryabyshev (tháng 3 - tháng 7 năm 1942)Nghĩa trang Thông điệp Chiến tranh ở Warsaw, nơi chôn cất những người lính thuộc Tập đoàn quân 28.

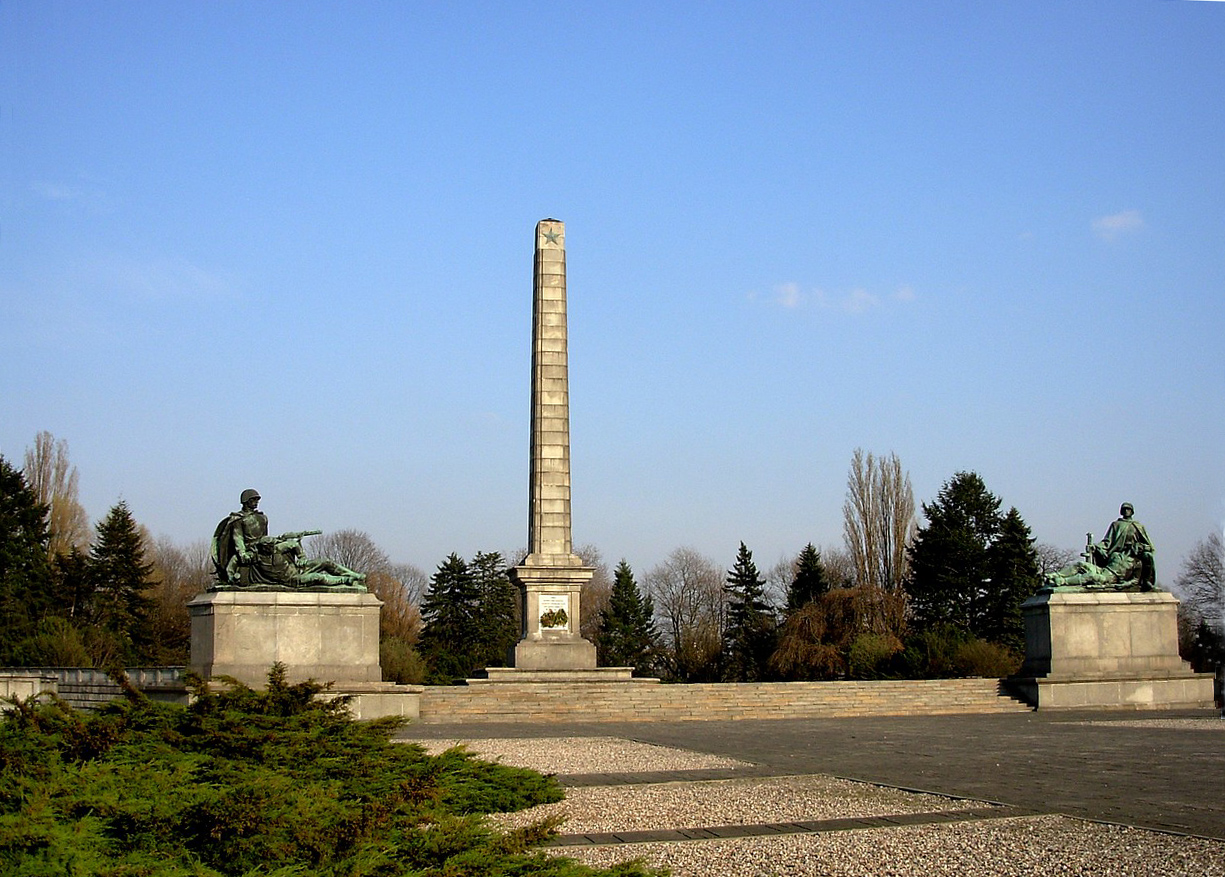
Nghĩa trang Thông điệp Chiến tranh ở Warsaw, nơi chôn cất những người lính thuộc Tập đoàn quân 28.

- Vasily Kryuchenkin (tháng 7 năm 1942)
- Vasyl Herasymenko (tháng 9 năm 1942 - tháng 11 năm 1943)
- Aleksei Aleksandrovich Grechkin (tháng 11 năm 1943 - tháng 5 năm 1944)
- Alexander Luchinsky (tháng 5 năm 1944 - tháng 2 năm 1946)
- Franz Perkhorovich (tháng 2 - tháng 5 năm 1946)
- Pyotr Shafranov (5/1946 - 1947)
- Nikolai Gusev (1947–1949)
- Ivan Chistyakov (1949–1953)
- Andrey Matveyevich Andreyev (1954–1957)

## Thành lập lần thứ tư và sau chiến tranh
Tháng 9 năm 1945, Tập đoàn quân 28 thành lập trụ sở tại Quân khu Baranovichi. Từ năm 1945 đến năm 1947, số lượng các đơn vị súng trường được giảm bớt, và thành phần biên chế của chúng tăng lên.
Vào tháng 9 năm 1954, Sư đoàn cơ giới cận vệ 12 Mozyrskaya và Sư đoàn súng trường  cận vệ 50 Stalino, một bộ phận của quân đoàn súng trường 128 Gumbinnenskogo, được sử dụng để tạo thành các đơn vị thử nghiệm được sử dụng tại Totskoye trong quá trình thử nghiệm bom hạt nhân 40 kiloton.[ cần dẫn nguồn ]
Năm 1957, sở chỉ huy quân đoàn súng trường bị bãi bỏ, các sư đoàn súng trường được tổ chức lại thành súng trường cơ giới và các sư đoàn cơ giới hóa thành các sư đoàn xe tăng:
- Sư đoàn cơ giới 8 - Sư đoàn xe tăng 28 Kutuzov phục lệnh cờ đỏ Oleksandriia(Slonim);
  - Sư đoàn cơ giới cận vệ 12 - Sư đoàn 33 (trở thành sư đoàn 15 vào năm 1965) cờ đỏ Mozyr thuộc Sư đoàn xe tăng Suvorov (Brest).

Vào tháng 8 năm 1968, Sư đoàn xe tăng cận vệ 15 và Sư đoàn súng trường cơ giới cận vệ 30 (tiền thân là Sư đoàn súng trường 55 năm 1965) của Tập đoàn quân 28 được cử đến Tiệp Khắc để tham gia Chiến dịch Danube, nơi họ vẫn là một phần của Cụm lực lượng Trung tâm. Để thay thế các sư đoàn này, Sư đoàn xe tăng 76 được thành lập tại Brest và Sư đoàn súng trường cơ giới 84 tại Grodno làm sư đoàn động viên. Ngày 15 tháng 1 năm 1974, Tập đoàn quân đã được trao tặng Huân chương Cờ Đỏ. Sư đoàn xe tăng cận vệ 6 Kiev-Berlin chuyển sang Grodno tháng Ba 1980 từ Đông Đức. Để nhường chỗ cho Sư đoàn 6, Sư đoàn súng trường cơ giới 84 được chuyển đến Tập đoàn quân xe tăng 7. Trong những năm 1980, Tập đoàn quân bao gồm các Sư đoàn xe tăng cận vệ 6, 28, 76 và Sư đoàn súng trường cơ giới cận vệ 50. Vào cuối những năm 1980, Sư đoàn 28 bị giải tán và trở thành Căn cứ Kho vũ khí và Trang bị số 6314 và Sư đoàn xe tăng 76 được tổ chức lại thành Cơ sở Kho chứa Vũ khí và Trang bị số 5356.
Khi Liên Xô giải thể, Tập đoàn quân 28, có trụ sở chính tại Grodno, bao gồm Sư đoàn xe tăng cận vệ 6 (Grodno), Cơ sở lưu trữ vũ khí và trang bị số 6314 (Slonim), Sư đoàn súng trường cơ giới cận vệ 50 (Brest), và Căn cứ lưu trữ vũ khí và trang bị số 5356 cũng tại Brest.
Năm 1993, Tập đoàn quân bị giải tán do được đổi tên thành Quân đoàn 28. Quân đoàn được đổi tên thành Bộ Tư lệnh Tác chiến phía Tây vào năm 2001.